# 特殊部隊の一覧
特殊部隊の一覧（とくしゅぶたいのいちらん、英語: List of special forces units）は、2025年現在までの世界各国の特殊部隊の一覧。

## 日本

### 自衛隊
- 特殊作戦群 (SOG) - 陸上自衛隊の特殊部隊
- 特別警備隊 (SBU) - 海上自衛隊の特殊部隊（全自衛隊初の特殊部隊）

以下は特殊部隊ではないが、特殊部隊的な側面をもつ自衛隊の部隊

#### 陸上自衛隊
- 第1空挺団 - 空中機動作戦を主任務とする部隊（特殊作戦群創設の基盤）
- 第1ヘリコプター団第102飛行隊 - 特殊作戦部隊の航空支援を主任務とする部隊、アメリカ陸軍のナイトストーカーズをモデルに設立された[1]
- 水陸機動団 - 水陸両用作戦による島嶼防衛・奪還を主任務とする部隊
  - 第1水陸機動連隊 (旧西部方面普通科連隊 (WAiR)) - 同部隊にあるレンジャー小隊所属隊員に対しては、特殊部隊向けの給与制度である「特殊作戦隊員手当」が適用されている[2][3]
  - 第2水陸機動連隊-レンジャー小隊
  - 第3水陸機動連隊-レンジャー小隊
  - 偵察中隊[4]
- 冬季戦技教育隊 (CWCT) - 雪中戦専門の教育隊、対ロシアの特殊部隊的な側面もある
- 中央特殊武器防護隊 - 対NBC兵器専門の化学部隊
- 中央即応連隊 - 緊急展開部隊 (QRF:quick reaction force)及び在外邦人保護・輸送
- 対馬警備隊 - ゲリラ対処及び離島防衛部隊
- 奄美警備隊 - 対馬警備隊をモデルとして編成された離島防衛部隊
- 宮古警備隊 - 同上
- 八重山警備隊 - 同上

#### 航空自衛隊
- 航空救難団 - 戦闘捜索救難及び災害救助 (救難員)
- 航空支援隊 - 前線航空管制及び近接航空支援の戦術教育
- 基地警備教導隊 - 対テロ・ゲリラコマンド及び航空基地の警備・教導

### 海上保安庁
- 特殊警備隊(SST) - 対テロ特殊部隊

以下は特殊部隊ではないが、特殊部隊的な側面をもつ海上保安庁の部隊
- 特別警備隊 (海上保安庁) - 海上・港湾での警備部隊

### 都道府県警察
- 特殊急襲部隊(SAT) - 対テロ特殊部隊
- 特殊事件捜査係(SIT等) - 人質・誘拐事件専門部隊

以下は特殊部隊ではないが、特殊部隊的な側面をもつ警察の部隊
- 銃器対策部隊 - 銃器等を使用した事案への初動対応部隊
  - RATS(埼玉県警察機動戦術部隊) - 装備面や訓練内容等、他都道府県警察の一般的な銃器対策部隊とは一線を画す
  - ERT(緊急時初動対応部隊) - 複数箇所で事案が発生した場合の初動対応にあたるために、銃器対策部隊から選抜された要員によって編成されている警視庁の初動対応部隊
  - ART - 警視庁ERTと同様の任務を担う大阪府警の初動対応部隊
  - WRT(臨海部初動対応部隊) - 臨海部において銃器等を使用した事案が発生した場合に、初動対応にあたる警視庁の水上初動対応部隊[5]

- NBCテロ対応専門部隊 - NBCテロ対処部隊
- 爆発物処理班 - 爆発物処理専門部隊
- 原発特別警備部隊 - 原子力関連施設の防護・警備部隊
- 警視庁東京国際空港テロ対処部隊 - 東京国際空港の専従警備部隊
- 千葉県警察成田国際空港警備隊 - 成田国際空港の専従警備部隊
- 警視庁総理大臣官邸警備隊 - 内閣総理大臣官邸でのテロや災害等に対応する警備部隊
- 国境離島警備隊 - 沖縄県警の離島警備部隊

### 皇宮警察
- 特別警備隊 (皇宮警察) - 皇宮内でのテロ・銃器・爆発物・NBC対策、災害等に対応する警備部隊

### 法務省
- 特別機動警備隊 (SeRT) - 刑務所、拘置所、少年院等の矯正施設での暴動、逃走、身柄奪取、テロ、災害等に対応する警備部隊

## 中華人民共和国

### 中国人民解放軍

#### 陸軍
- 偵察・突撃部隊 - 北京軍区
- 「飛龍」特殊部隊 - 南京軍区
- 「華南之剣」特殊部隊 - 広州軍区
- 「黒貝雷」特殊部隊 - 済南軍区
- 「雄鷹」特殊部隊 - 済南軍区
- 「東北猛虎」特殊部隊 - 瀋陽軍区
- 「西南之鷹」特殊部隊 - 成都軍区
- 「猟豹」特殊部隊 - 成都軍区
- 「暗夜之虎」特殊部隊 - 蘭州軍区
- 「利剣」特殊部隊 - 不明

#### 海軍
- 「蛟竜」特殊部隊 -  南海艦隊
- 海軍陸戦隊特殊偵察部隊

#### 空軍
- 「雷神」特殊部隊 - 第15空挺軍

### 警察
- 人民警察特殊警察部隊（公安特警）
  - 藍剣突撃隊 - 北京市公安局の部隊
  - 防暴突撃隊 - 上海市公安局の部隊

### 武装警察
- *特勤部隊（武警特勤）
  - 雪豹突撃隊 - 北京市総隊の部隊

### 香港
- 香港警察特殊任務部隊（通称「飛虎隊」） - Special Duties Unit : （SDU）
- 香港警察反恐特勤隊 - Counter-Terrorism Response Unit : （CTRU)
  - 香港警察鉄道応変隊 - Railway Response Team ： (RRU、2022年11月より編入)
- 香港警察空港特警組 - Airport Security Unit ： (ASU)
- 香港警察海上応変隊 - Maritime Emergency Response Team ： (MERT)
- 香港警察刑事行動支援隊（通称：「攻撃隊」） - Operation Support Unit
- 懲教署区域応変隊（通称「黒豹部隊」） - Regional Response Teams ： (RRT)

### マカオ
- 特別行動組  - Grupo de Operaccoes Especiais

## 台湾

### 中華民国国軍

#### 憲兵
- 中華民国憲兵特勤隊

#### 陸軍
- 中華民国陸軍航空作戦指揮部（中国語版）
  - 中華民国空降特戦部隊
  - 高空特種勤務中隊

##### 海軍陸戦隊（海兵隊）
- 中華民国海軍陸戦隊特勤隊（通称：黒衣部隊） - 海軍陸戦隊の対テロ特殊部隊

### 台湾警察
- 維安特勤隊（中国語版）

### 行政院海岸巡防署
- 中華民国海巡署特勤隊（中国語版）

## アメリカ合衆国

### アメリカ軍

#### 統合軍
- アメリカ特殊作戦軍：United States Special Operations Command（USSOCOM）
  - 統合特殊作戦コマンド：Joint Special Operations Command（JSOC）
    - アメリカ陸軍
      - 第1特殊部隊デルタ作戦分遣隊：1st Special Forces Operational Detachment-Delta (1st SFOD-D又はデルタフォース)
      - 情報支援活動：Intelligence Support Activity（ISA）
      - 連隊偵察中隊：Regimental Reconnaissance Company（RRC）（所属は第75レンジャー連隊）
      - 航空技術室：Aviation Technology Office（ATO）

    - アメリカ海軍
      - 海軍特殊戦開発グループ：Naval Special Warfare Development Group（DEVGRU 又は SEAL Team Six）

    - アメリカ空軍
      - 第24特殊戦術中隊：24th Special Tactics Squadron（24th STS）
      - 第66航空作戦飛行隊：66th Air Operations Squadron（66th AOS）
      - 第427特殊作戦飛行隊：427th Special Operations Squadron（427th SOS）
      - 航空戦術評価飛行群：Aviation Tactics Evaluation Group（AVTEG）

  - アメリカ陸軍特殊作戦コマンド：Army Special Operations Command（USASOC）
    - 第1特殊部隊コマンド（空挺）：1st Special Forces Command（Airborne）（1st SFC（A））
      - アメリカ陸軍特殊部隊群：Special Forces Groups（グリーンベレー）
        - 第1特殊部隊群：1st Special Forces Group
        - 第3特殊部隊群：3rd Special Forces Group
        - 第5特殊部隊群：5th Special Forces Group
        - 第7特殊部隊群：7th Special Forces Group
        - 第10特殊部隊群：10th Special Forces Group
        - 第19特殊部隊群：19th Special Forces Group（ユタ州陸軍州兵）
        - 第20特殊部隊群：20th Special Forces Group（アラバマ州陸軍州兵）

      - 心理作戦群：Psychological Operations Groups
        - 第4心理作戦群（空挺）：4th Psychological Operations Group（Airborne）
        - 第8心理作戦群（空挺）：8th Psychological Operations Group（Airborne）

      - 第95民事活動旅団：95th Civil Affairs Brigade（Airborne）
      - 第528維持旅団：528th Sustainment Brigade
        - 第112特殊作戦通信大隊（空挺）：112th Special Operations Signal Battalion（Airborne）
        - 第389軍事情報大隊（空挺）：389th Military Intelligence Battalion（Airborne）

    - 第75レンジャー連隊：75th Ranger Regiment
    - アメリカ陸軍特殊作戦航空コマンド：Army Special Operations Aviation Command（ARSOAC）
      - 第160特殊作戦航空連隊：160th Special Operations Aviation Regiment（ナイトストーカーズ）
      - 陸軍特殊作戦コマンド飛行中隊：Army Special Operations Command Flight Company

    - ジョン・F・ケネディ特殊戦センター・アンド・スクール : John F. Kennedy Special Warfare Center and School (USAJFKSWCS)

  - アメリカ海軍特殊戦コマンド：Naval Special Warfare Command（NSWC）
    - 第1海軍特殊戦グループ：Naval Special Warfare Group 1 (Navy SEALs)
      - SEALチーム1：SEAL Teams 1
      - SEALチーム3：SEAL Teams 3
      - SEALチーム5：SEAL Teams 5
      - SEALチーム7：SEAL Teams 7

    - 第2海軍特殊戦グループ：Naval Special Warfare Group 2 (Navy SEALs)
      - SEALチーム2：SEAL Teams 2
      - SEALチーム4：SEAL Teams 4
      - SEALチーム8：SEAL Teams 8
      - SEALチーム10：SEAL Teams 10

    - 第3海軍特殊戦グループ：Naval Special Warfare Group 3
      - SEAL輸送艇チーム1：SEAL Delivery Vehicle Teams 1
      - SEAL輸送艇チーム2：SEAL Delivery Vehicle Teams 2

    - 第4海軍特殊戦グループ：Naval Special Warfare Group 4
      - 特殊舟艇チーム12：Special Boat Teams 12
      - 特殊舟艇チーム20：Special Boat Teams 20
      - 特殊舟艇チーム22：Special Boat Teams 22

    - 第10海軍特殊戦グループ：Naval Special Warfare Group 10
      - 海軍特殊戦支援活動1：NSW Support Activity One
      - 海軍特殊戦支援活動2：NSW Support Activity Two
      - 任務支援センター：Mission Support Center

    - 第11海軍特殊戦グループ：Naval Special Warfare Group 11
      - SEALチーム17：SEAL Teams 17（予備役）
      - SEALチーム18：SEAL Teams 18（予備役）

  - アメリカ空軍特殊作戦コマンド：Air Force Special Operations Command（AFSOC）
    - 第1特殊作戦航空団：1st Special Operations Wing
    - 第24特殊作戦航空団：24th Special Operations Wing
    - 第27特殊作戦航空団：27th Special Operations Wing
    - 第193特殊作戦航空団：193rd Special Operations Wing（ペンシルバニア州空軍州兵）
    - 第919特殊作戦航空団：919th Special Operations Wing（予備役）
    - 第352特殊作戦航空団：352nd Special Operations Wing
    - 第353特殊作戦航空団：353rd Special Operations Wing
    - 特殊作戦学校 : United States Air Force Special Operations School (USAFSOS)

  - アメリカ海兵隊特殊作戦コマンド：Marine Corps Forces Special Operations Command（MARSOC）
    - 海兵襲撃連隊：Marine Raider Regiment
    - 海兵特殊作戦支援群：Marine Special Operations Support Group
    - 海兵特殊作戦訓練群：Marine Special Operations Training Group

#### 海兵隊
- 武装偵察部隊：United States Marine Corps Force Reconnaissance(フォース・リーコン)

### 国土安全保障省
- アメリカ沿岸警備隊 (USCG)
  - (展開作戦群) : Coast Guard Deployable Specialized Forces (DSF)
    - 海上保安チーム : Maritime Safety and Security Team (MSST)
    - 海洋治安即応チーム : Maritime Security Response Team (MSRT)
- シークレットサービス (USSS)
  - 緊急対応部隊 : Emergency Response Team (ERT)
  - 対襲撃部隊 : Counter Assault Team (CAT)
- 移民・関税執行局(ICE)
  - 特殊対応部隊 Special Response Team (SRT)
- アメリカ合衆国税関・国境警備局
- 国境警備戦術ユニット( The Border Patrol Tactical Unit)

### 中央情報局
- 特殊活動センター：Special Activities Center (SAC)
  - 特殊作戦グループ：Special Operations Group (SOG)
  - 政策行動グループ：Political Action Group (PAG)

### 司法省

#### 連邦捜査局 (FBI)
- 人質救出チーム：Hostage Rescue Team (HRT)
- FBI SWAT

#### 連邦保安官局 (USMS)
- 特殊作戦群 : Special Operations Group(SOG)

#### 麻薬取締局 (DEA)
- 国外派遣諮問・支援チーム : Foreign-deployed Advisory and Support Teams (FAST)

### 法執行機関
- 警察
  - SWAT：Special Weapons And Tactics
- 海軍犯罪捜査局(法執行機関の扱いだが管轄は国防総省、海軍長官直轄の組織)
  - REACT： Regional Enforcement Action Capabilities Team

### エネルギー省

#### 国家核安全保障局
- 核緊急支援隊 : Nuclear Emergency Support Team (NEST)

## イギリス

### 陸軍
- 特殊部隊グループ - Special Forces Group
  - 第22SAS連隊 - 22nd Special Air Service Regiment
  - 第21SAS連隊（国防義勇軍） - 21st Special Air Service Regiment (TA)
  - 第23SAS連隊（国防義勇軍） - 23rd Special Air Service Regiment (TA)
  - 第63SAS通信中隊（国防義勇軍） - 63rd Special Air Service Signals Squadron (TA)
- 落下傘連隊第1大隊 - 1 PARA
- 陸軍特殊偵察連隊 - SRR
- 陸軍レンジャー連隊 - Ranger Regiment

### 海軍

#### 海兵隊
- 王室海兵隊特殊舟艇部隊SBS - Royal Marine Special Boat Service
- イギリス海兵隊艦隊防護グループ - Fleet Protection Group Royal Marines
- コマッチォ中隊（過去に存在） - Comacchio Group

### 警察
- ロンドン警視庁銃器専門指令部 (SCO19)

### 秘密情報部
- Eスコードロン（旧インクリメント）-  E Squadron

## オーストラリア

### 陸軍
特殊作戦司令部- Special Operations Command: SOCOMD
- 特殊空挺連隊- Special Air Service Regiment: SASR  - 戦術強襲グループ(西)- Tatical Assault Group (West): TAG(W)
- 第2コマンドー連隊- 2nd Commando Regiment: 2CDO  - 戦術強襲グループ(東)- Tactical Assault Group (East): TAG(E)
- 第1コマンドー連隊 (予備役)- 1st Commando Regiment: 1CDO
- 王立オーストラリア連隊第4大隊- 4th Battalion, Royal Australian Regiment:4RAR(廃止。第2コマンドーに再編)
- 特殊作戦工作連隊- Special Operations Engineer Regiment: SOER
- 特殊作戦支援連隊 (非戦闘部隊)- Special Operations Logistic Regiment: SOLS

### 海軍
- 掃海潜水チーム1- Clearance Diving Team 1: CDT1
- 掃海潜水チーム4- Clearance Diving Team 4: CDT4

### 空軍
- 第４飛行隊航空管制要員- Combat Controller Team: CCT

### 警察
国立警察- Australian Federal police
- 専門対処群- Specialist Response Group: SRG

ニューサウスウェールズ州立警察- NSW Police
- 戦術作戦部隊- Tactical Operations Unit :TOU

ノーザンテリトリー警察- NT Police
- 地域対処群- Territory Response Group :TRG

クイーンズランド州立警察- QLD Police
- 特殊緊急対処部隊- Special Emergency Response Team :SERT

南オーストラリア警察- SA Police
- 特殊任務・救出群- Special Tasks and Rescue Group :STRG

タスマニア州立警察- TAS Police
- 特殊作戦群- Special Operations Group :SOG

ヴィクトリア州立警察- VIC Police
- 特殊作戦群- Special Operations Group :SOG

西オーストラリア州立警察
- 戦術対処群- Tactical Response Group :TRG

## ニュージーランド

### 陸軍
- 第1ニュージーランドSASグループ - 1st New Zealand Special Air Service Group : 1st NZSASGp

### 警察
- 特殊戦術グループ - Special Tactics Group : STG
- Armed Offenders Squad

## カナダ

### カナダ軍
- 統合タスクフォース2 - Joint Task Force TWO : JTF-2

### 王立カナダ騎馬警察
- 王立カナダ騎馬警察 緊急事態対応チーム - Royal Canadian Mounted Police Emergency Response Team : RCMP-ERT

## フランス

### フランス軍
- 特殊作戦司令部:Commandment des Operations Speciale
  - 陸軍特殊作戦旅団
    - 第1海兵歩兵落下傘連隊 - 1er RPIMa
    - 第13竜騎兵落下傘連隊 - 13 RDP

  - 海軍コマンドー部隊
    - コマンドー・ジョベール- Commando Jaubert
    - コマンドー・トレペル- Commando Trepel
    - コマンドー・ド・ペンフェント- Commando de Penfentenyo
    - コマンドー・ド・モンフォール- Commando de Monfort
    - コマンドー・ユベル- Commando Hubert

  - 空軍第10特殊航空団- CPA10

#### 陸軍
- 第11落下傘旅団空挺コマンドーグループ/潜入情報行動コマンドー - 11BP GCP/CRAP

##### 外人部隊
- 第2外人落下傘連隊空挺コマンドーグループ/潜入情報行動コマンドー - 2REP GCP/CRAP
- 第2外人工兵連隊山岳偵察部隊 - 2REG URH
- 第1外人工兵連隊特殊水中作戦部隊 - 1REG DINOPS

#### 海軍
- GCMC（海軍近接戦闘群）

#### 空軍
- 空軍第40特殊救難航空団 - CPA40

### 国家憲兵隊
- 国家憲兵隊特殊介入群 - GSIGN
  - 国家憲兵隊治安介入部隊 - Groupment d'Intervention de la Gendarmarie National : GIGN
  - 空挺介入中隊 - EPIGN
  - 国家憲兵隊大統領保安群 - GSPR

### 国家警察
- 国家警察介入部隊 - GIPN
- 国家警察介入総隊 (FIPN)（フランス語版）
  - 国家警察特別介入部隊（通称：ブラック・パンサー） - RAID
  - 対コマンド旅団 (BRI-PP)（フランス語版）

### 対外治安総局
- SA（サービスアクション／行動部門）（フランス語版）
  - CPEOM
  - CPIS
  - CPES

## ドイツ

### ドイツ連邦軍

#### 陸軍
- 陸軍特殊作戦コマンドKSK - Kommando Spezialkräfte
- 第200長距離斥候部隊 - Fernspählehrkompanie 200

#### 海軍
- 海軍戦闘水泳中隊 - Kampfschwimmerkompanie

### 連邦警察（旧・国境警備隊）
- GSG-9 - GSG-9BPOL
- 証拠収集と逮捕チーム - BFE＋

### 警察
- ドイツ地方警察特別出動コマンド - SEK(Spezialeinsatzkommando)

## イタリア

### イタリア共和国軍
- 特殊部隊合同コマンド - CO.F.S.（Comando interforze per le operazioni delle Forze speciali）

#### 陸軍
- 第4アルピーニ空挺連隊『モンテ・チェルヴィーノ』 - 4º Reggimento alpini paracadutisti "Monte Cervino"
- 第26特殊作戦ヘリコプターユニット『ジョーヴェ』 - 26º R.E.O.S. - Reparto elicotteri operazioni speciali
- フォルゴーレ空挺旅団 - Brigata paracadutisti "Folgore"
  - 第9落下傘強襲連隊『コロネルモスキン』 - 9º Reggimento d'Assalto Paracadutisti "COL.MOSCHIN"
  - 第185斥候落下傘連隊『フォルゴーレ』 - 185º Reggimento paracadutisti ricognizione acquisizione obiettivi "Folgore"
  - 第183空挺連隊『ネンボ』 - 183º Reggimento paracadutisti "Nembo"
  - 第186空挺連隊『フォルゴーレ』 - 186º Reggimento paracadutisti "Folgore"
  - 第187空挺連隊『フォルゴーレ』 - 187º Reggimento paracadutisti "Folgore"

#### 海軍
- サン・マルコ海兵旅団 - 1º Reggimento "San Marco"
- 海軍潜水工作襲撃部隊『テセオ・テセイ』 - COMSUBIN（Comando Raggruppamento Subacquei e Incursori Teseo Tesei）
  - コマンド作戦部隊 - GOI（Gruppo Operativo Incursori）
  - 潜水救助部隊- GOS（Gruppo Operativo Subacquei）

#### 空軍
- 第9航空団『フランチェスコ・バラッカ』 - 9º Stormo "Francesco Baracca"
- 第17強襲航空団 - 17º Stormo Incursori

#### 国家憲兵
- 特殊介入部隊 - GIS（Groupe Interventional Speciale）
- 第1カラビニエリ空挺連隊『トスカーナ』 - 1º Reggimento carabinieri paracadutisti "Tuscania"

### 内務省
- 治安作戦中央部隊   - NOCS（Nucleo Operativo Centrale di Sicurezza）

### 財務省
- 財務警察（Guardia di Finanza）
  - 対テロ即応部隊 - ATPI（Antiterrorismo Pronto Impiego）

## スペイン

### スペイン軍

#### 陸軍
- 特殊作戦集団 - GOE
  - 特殊作戦司令部大隊
  - 第3特殊作戦大隊「バレンシア」
  - 第4特殊作戦大隊「テルシオ・デル・アンプルダン」
  - 第19特殊作戦大隊「マデラル・オレアガ」
  - 特殊作戦通信中隊

##### 外人部隊
- 陸軍外人部隊特殊作戦バンデーラ - BOEL

(2002年より第19特殊作戦大隊に編入)

#### 海軍
- 海兵隊特殊作戦班 - UOE

#### 国家憲兵隊
- 国家憲兵隊グアルディア・シビル特別介入部隊 - Unidad Especial de Intervencion : UEI
- 国家憲兵隊グアルディア・シビル地方行動部隊 - Grupos Antiterroristas Rurales : GAR

### 国家警察
- 国家警察特殊作戦部隊 - Grupo Especial de Operaciones : GEO
- 国家警察対テロ特別捜査隊 - Cuerpos Especial de Investigación Anti Terroristas

### 州自治警察
- カタルーニャ州自治警察"モスズ・ダスクアドラ" 特殊介入部隊 (GEI)
- バスク自治州警察"エルツァインツァ" ベロッズィ部隊
- ナバラ州公認自治州警察 特殊介入部隊(GIE)

## オランダ

### オランダ軍

#### 陸軍
- コマンドー軍団 - Korps Commandotroepen : KCT

#### 海軍海兵隊
- 戦闘支援大隊（特殊作戦を担当）
  - 第1水陸両用戦闘群
    - 偵察ユニット
      - 長距離偵察中隊
      - オランダSBS第7小隊（別名：水陸両用偵察小隊。戦時にはイギリス海兵隊のSBSの一部となる） - 7th Troop Netherlands Special Boat Service : 7NL
      - 山岳先導偵察小隊
      - 第11空挺中隊
      - 第23空挺中隊（通称：ウィスキー中隊）

    - 特殊警備部隊（近接戦闘部隊） - Bijzondere Bijstands Eenheid : BBE (別名、海兵介入部隊、Unit Interventie Mariniers : UIM)
- 水陸両用支援大隊

#### 憲兵隊
- 特殊警備担当旅団 - Brigade Speciale Beveiligingsopdrachten : BSB

## ベルギー

### 陸軍
- 特殊作戦群（英語版）
- 即応部隊（IRC）（英語版）

### 警察
- 特殊介入局部隊（DSU）

## ポルトガル
- 陸軍コマンドス
- 特殊作戦部隊
- 海軍特殊作戦分遣隊
- 治安警察特殊作戦部隊 - Grupo de Operaccoes Especiais : GOE

## ギリシャ

### 海軍
- 水中爆破コマンド

### 沿岸警備隊
- 水中任務ユニット

### 警察
- アテネ市警察特殊作戦部隊 - Dimoria Eidikon Apostolon : DEA
- 特殊対ハイジャック部隊

## アイルランド
- アイルランド治安防衛団“ガルダ・ショハナ” 即応部隊（英語版） - An Garda Síochána na hÉireann Aonad Práinnfhreagartha
- 陸軍レンジャー群 - Sciathán Fiannóglach na hAirm

## ノルウェー
- 国家警察即応部隊 - Beredskapstrop(Delta)
- 国軍特殊作戦コマンド - ForsvaretsSpesialkommando(FSK)
- 陸軍猟兵コマンド - Hærensjegerkommando(HJK)
- 海軍猟兵コマンド - Marinejegerkommandoen(MJK)

## フィンランド
- ウッティ・ジェーガー連隊
- ヘルシンキ機動警察“熊部隊“ - Osasto Karhu

## デンマーク
- 陸軍猟兵中隊 - JGK
- 海軍フロッグマン中隊 - FKP
- 郷土防衛隊支援・偵察中隊 - SSR
- 警察対テロ部隊 - Politiets Aktionsstyrke (AKS)

## リトアニア
- ARAS(アラス)
- ヴィータウタス猟兵大隊
- 戦闘潜水夫中隊
- 空軍特殊作戦団

## ポーランド
ポーランド特別軍
- 緊急対応作戦グループ - JW GROM（英語版）
- 第1特殊コマンド連隊 - JW Komandosów（英語版）
- 戦闘潜水夫部隊 - JW Formoza（英語版）
- 第6空中襲撃旅団 - JW Agat
- 情報収集部隊 - JW Nil
- 第7特殊作戦中隊

ポーランド陸軍
- 第22山岳旅団
- 第23山岳旅団

ポーランド海軍
- 第7沿岸警備旅団

ポーランド警察
- 独立対テロ支隊 - SPAP

## チェコ
- 特殊作戦グループ - SOG

## スロバキア
- 第5特殊部隊連隊
- 国家麻薬対策局特殊任務部隊 - NADSTF

## ルーマニア
- Brigada Antiterorista : BAT

## ブルガリア
- 特殊作戦軍司令部
  - 第68特殊戦力旅団
  - 空挺偵察連隊
  - 心理作戦大隊
- テロリスト対策特殊支隊 - Специалиэираниа Отряд эа Борба с Терориста : SOBT

## ハンガリー
- 第34特殊作戦大隊"ベルチェーニ・ラースロー"
- 警察特殊部隊 - Cserhat PSF

## セルビア
- 特殊対テロ部隊 - Specialna Antiteroristika Jedinica：SAJ
- 第72特殊作戦旅団
- コブラ部隊

## クロアチア
- 特殊作戦大隊
- 特殊警察部隊

## アルバニア
- 武装分子除去・無力化支隊 - Reparti i Eleminimit dhe Neutralizimit te Elementit te Armatosur : RENEA
- 特殊作戦支隊 - Reparti i Operacioneve Speciale : ROS
- Shqiponjat(鷲)
- 国家警護隊 - Garda Kombetare
- 海軍コマンド
- Forzat e Nderhyrjes se Shpejte : FNSH
- コマンド旅団

## オーストリア
- 内務省介入コマンドー部隊「コブラ」- Einsatzkommando
- 連邦軍コマンドー部隊「ヤークトコマンド」 - Jagdkommando

## スイス
- 陸軍第10偵察分遣隊 - Armee-Aufklärungsdetachement 10
- 擲弾兵大隊 - Grenadier Bataillone
- ベルン州警察特別部隊（シュテルン） - Stern Unit
- チューリヒ州警察特別部隊（エンツィアン） - Enzian Unit

## アイスランド
- レイキャビク特殊（バイキング）部隊

## メキシコ
メキシコ軍
- フォースF「ゾロ」
- 空挺グループ - Cuerpo de Fuerzas Especiales : GAFE
- 特殊部隊 (メキシコ海軍)  - Fuerzas Especiales : FES

メキシコ連邦警察
- 連邦警察特殊作戦群 - Grupo de Operaciones Especiales

## エルサルバドル
- 安全保障特別旅団 - BESM

## コロンビア
- 国家警察特殊作戦部隊 - GOES
- 都市テロ対策特殊部隊 - AFEUR
- 緊急展開部隊 - FUDRA
- 拉致対策警察隊 - GAULA
- 海上特殊戦歩兵大隊 - BAFEIM
- 陸軍対強奪誘拐対応部隊 - GAES
- GAJDA

## グアテマラ
- カイビレス － Kaibiles

## ホンジュラス
- 特殊作戦コマンド - Comando de Operaciones Especiales : COE
- 国家保安部隊コブラ国家中隊

## ブラジル
- 特殊警察作戦大隊 - BOPE
- プロジェクト・タロン
- 陸軍第1特殊任務大隊テロ分遣隊 - 1BFEsp
- 空軍航空特殊部隊
- 海軍戦闘潜水員グループ
- 海兵隊特殊戦大隊
- 海兵隊特殊任務グループ

## アルゼンチン
- 陸軍特殊部隊 - Commando
- 空軍特殊戦グループ
- 海軍戦闘潜水員部隊
- 海兵隊水陸両用戦コマンドグループ
- 警察特殊任務旅団 - Halcon
- 国家憲兵隊特別部隊

## ベネズエラ
- 特殊介入旅団

## エクアドル
- 陸軍ピューマ部隊

## チリ
- 国家警察部隊特殊作戦部隊 - Grupo de Operaciones Especiales : GOPE
- 対テロ部隊 - Unidad Anti-Terrorista : UAT
- 空軍対テロコマンド
- 戦闘潜水員隊

## ペルー
- Fuerza de Operaciones Especiales : FOES
- 国家警察特殊部隊 - DINOES

## ロシア

### 連邦軍

#### 参謀本部特殊作戦指揮部 KCCO
- 特殊作戦軍 (ロシア連邦) - Силы специальных операций:CCO

#### 参謀本部情報総局 GRU
- スペツナズ - подразделения специального назначения : спецназ (「スペツナズ」の語句そのものはロシア語の「特殊任務部隊」の総称・略称である。)
  - 西部軍管区
    - 第2独立特殊任務旅団
    - 第16独立特殊任務旅団

  - 南部軍管区
    - 第10独立特殊任務旅団
    - 第22独立親衛特殊任務旅団
    - 第100独立偵察旅団 (実験部隊)

  - 中央軍管区
    - 第3独立親衛特殊任務旅団

  - 東部軍管区
    - 第24独立特殊任務旅団
    - 第14独立特殊任務旅団

  - 空挺軍
    - 第45独立親衛特殊任務連隊

  - 第42自動車化狙撃師団（ロシア語版）特殊任務大隊 (チェチェン人特殊部隊)
    - 通称ヴォストーク(東) Восток大隊 (旧独立派国家親衛隊第2大隊 ヤマダエフ氏族の元私兵)
    - 通称ザーパド(西) Запад大隊 (連邦派 サイード=マゴメド・カキエフの元私兵)
- オスナズ（ロシア語版） (SIGINT特殊部隊) - подразделения особого назначения : осназ
- 29155部隊
- 海軍
  - 海軍スペツナズ

### 旧ソ連国家保安委員会 KGB系

#### ロシア連邦保安庁 FSB
- 特殊任務センター
  - アルファ部隊 Альфа (元KGB第7局破壊工作対策課Aグループ 対テロ特殊部隊)
  - ヴィンペル部隊 Вымпел (元KGB第1総局S局 原子力施設防護特殊部隊)

#### ロシア対外情報庁 SVR (元KGB第1総局)
- ザスローン(防壁)部隊 Заслон" (破壊工作特殊部隊)

### 元内務省系

#### 連邦安全保障会議国家親衛隊
(2016年に移管・改編された)
- 旧国内軍系
  - 独立作戦任務師団 オドン (ジェルジンスキー師団) - Отдельная дивизия оперативного назначения : ОДОН
    - 第604特殊任務センター：旧特殊任務支隊「ヴィチャージ Витязь」

  - 第46独立作戦任務旅団
    - 第141特殊自動車化連隊 "カディロフツィ" - 旧第248独立特殊自動車化大隊 (通称 セーヴェル(北) Север大隊。ラムザン・カディロフの元私兵)
    - 第249独立特殊自動車化大隊 (通称 ユーク(南) Юг大隊。ラムザン・カディロフの元私兵)

  - ルーシ (特殊任務支隊) - Русь
  - ロシーチ (特殊任務支隊) - РОСИЧ
  - スキーフ (特殊任務支隊) - СКИФ
- 元公共秩序警備部系
  - オモン、特別任務機動隊 (ロシア版SWAT、旧特別任務民警支隊) - отряд мобильный особого назначения : ОМОН
- 元組織犯罪・テロ対策部系
  - ソーブル、緊急対応特殊課 (組織犯罪対策) - специальный отдел быстрого реагирования : СОБР

### ロシア連邦司法省

#### ロシア連邦刑執行庁
- 特殊任務部隊

### チェチェン共和国
- チェチェン共和国内務省アフマト・カディロフ名称特別任務民警連隊 (ラムザン・カディロフの元私兵) - ПМОН
- チェチェン共和国内務省特別任務民警支隊 - OMON
- チェチェン共和国内務省緊急対応特殊課"テレク" - Терская

## ベラルーシ
- ベラルーシ特殊作戦軍 - Силы специальных операций
  - 第38独立機動旅団
  - 第103独立機動旅団
  - 第5独立特殊任務旅団
- ベラルーシ国家保安委員会 (KGB)
  - KGBアルファ部隊
- ベラルーシ内務省
  - OMON
  - 特殊テロ対策部隊「アルマーズ」（Алмаз）

## ウクライナ

### ウクライナ軍

#### 特殊作戦軍
- 第25独立空挺旅団
- 空中機動旅団

### 警察
- KORD

### 内務省
- ソーコル（ハヤブサ）
- ヤグアル
- ゲパルド

### 旧KGB系
- SBUテロリズム対策・刑事訴訟手続関係者防護局
- SBU・アルファ部隊
- DSO "ティターン"

## モルドバ
- 特殊任務大隊(フルジェル)
- 沿ドニエストル
  - 特別任務警察支隊

### 沿ドニエストル共和国
- 内務省国内軍「ドニエストル」特殊任務大隊
- 国家保安省「デルタ」特殊任務大隊
- 法務省刑執行総局「スコルピオン」特殊任務支隊
- 共和国親衛隊特殊任務グループ

## アルメニア
- アルファ
- 特殊戦闘作戦局

## ジョージア
- 特殊支隊(オメガ)
- 第11自動車化狙撃旅団第111大隊(シャフナバダ)
- 海軍歩兵大隊(コマンドウス)
- 第16サチヘル山岳狙撃兵旅団

### アブハジア
- 参謀本部特殊任務偵察支隊
- 「ドラコン」破壊・偵察支隊
- 「カトラン」破壊・偵察支隊
- 「エーデルワイス」破壊・偵察支隊
- 内務省緊急対応特殊支隊

## ウズベキスタン

### ウズベキスタン共和国軍
- 第15独立空中襲撃旅団 - 旧ソ連軍第15独立特殊任務旅団
- 緊急対応旅団
- ウズベキスタン国防省情報局独立特殊任務支隊

### 国家保安庁
- 「ブルグート」（イヌワシ）特殊任務旅団
- 「スコルピオン」（サソリ）特殊捜索・偵察小隊
- 「コブラ」特殊捜索・偵察小隊

### 内務省
- 「チャオン」（サソリ）独立特殊任務大隊
- 「バルス」独立特殊任務大隊
- 第7局独立特殊任務支隊

## カザフスタン

### カザフスタン共和国軍
- 情報総局独立特殊任務中隊
- 山岳猟兵大隊 - 第3自動車化狙撃旅団所属
- カザフスタン空中機動軍第261独立特殊任務支隊
- カザフスタン海軍第1海軍歩兵旅団
- 戦闘潜水夫偵察潜水小隊

### 国家保安委員会
- アルイスタン（獅子）
- 国境軍ボラン（雪嵐）
- 国境軍アルラン
- 国境軍アク・バルィス（白豹）

### 内務省
- スンカル（鷹）
- アルラン
- 緊急対応特殊支隊
- カザフスタン国内軍ブルキート（イヌワシ）

### 共和国親衛隊
- コクジャル（狼のリーダー）

## キルギス

### キルギス共和国軍
- 第25独立特殊任務旅団 - 別名「スコルピオン」
- 独立山岳狙撃旅団 - 「イルビルス」特殊部隊を編入

### キルギス国家保安庁
- 「カルカン」戦闘作戦支隊
- 「アルファ」対テロ部隊

### 国家親衛隊
- 「パンテーラ」特殊任務支隊 - 国家親衛隊第2大隊

### キルギス内務省
- 特殊任務民警支隊

## タジキスタン
- アルファ
- 第1特別任務作戦旅団
- 山岳スキー支隊
- 山岳猟兵特殊支隊

## モンゴル
- 第150部隊

## 北朝鮮
- 軽歩兵教導指導局（別名：特殊第8軍団）
- 朝鮮人民軍特殊作戦軍
  - 軽歩兵旅団
  - 航空陸戦旅団
  - 空軍狙撃旅団
  - 狙撃旅団
- 総参謀部偵察局
  - 偵察大隊
  - 海上処
- 朝鮮労働党作戦部

## 韓国

### 国防部
- 大韓民国国軍体育部隊

### 大韓民国国軍

#### 陸軍
- 特殊戦司令部 - Republic of Korea Army Special Warfare Command (SWC)
  - 特殊作戦旅団（通称:ブラックベレー）
    - 第1特殊作戦旅団（空挺）
    - 第3特殊作戦旅団（空挺）
    - 第5特殊作戦旅団（空挺）
    - 第7特殊作戦旅団（空挺）
    - 第9特殊作戦旅団（空挺）
    - 第11特殊作戦旅団（空挺）
    - 第13特殊作戦旅団（空挺）

  - 特殊戦訓練群
  - 第707特殊任務大隊
  - 第203特殊空中襲撃旅団（空中襲撃）
  - 空輸特殊戦旅団
  - 憲兵特別警護隊

#### 海軍
- 大韓民国海軍特殊戦旅団 - Navy Special Warfare Flotilla : UDT/SEAL
- 海兵隊第1特殊捜索(偵察)中隊 - Marine Corps 1st Special Reconnaissance Company

#### 空軍
- 空軍第6探索救助飛行戦隊 - Air Force 6th Search and Rescue Group
- 空軍空挺統制司令部隊 - Air Force Combat Control Team (CCT)

### 行政自治部

#### 警察庁
- 地方警察庁 警察特攻隊（特攻隊、テテロトゥッコンテ） - KNP-SWAT

### 海洋水産部

#### 海洋警察庁
- 海洋警察特別攻撃隊（特攻隊） - SSAT

## ベトナム
- ベトナム人民軍特工隊（Đặc công）
- チン・サット - 対テロ特殊部隊

## フィリピン
- 特殊作戦部隊 - Special Operations Group : SOG
- 海軍特殊作戦グループ - Naval Special Warfare Group : NAVSOG
- 空軍航空保安コマンド - Aviations Security Commando : AVESCOM
- 軽対応部隊 - Light Reaction Force : LRF
- 統合国家警察野戦部隊=統合国家警察野戦部隊特別中隊 - Integrated National Police Field Force : INPFF

## タイ
- 空軍特殊HRU
- 海軍SEAL
- 第1陸軍第1師団
- 陸軍特殊作戦コマンド
- 国家警察庁
  - 首都圏警察特殊作戦SWAT部隊-アリンタラート26警察特殊部隊
  - 国境警備警察航空支援部隊特殊作戦部隊-ナレースワン261警察特殊部隊

## カンボジア
- 第911独立空挺旅団

## マレーシア
マレーシア軍
- 第10空挺旅団 - 10 Briged Para
- 特殊作戦グループ - Grup Gerak Khas : GGK
- 海軍特殊部隊 - Pasukan Khas Laut : PASKAL
- 空軍特殊部隊 - Pasukan Khas Udara : PASKAU

マレーシア警察
- 警察第69対ゲリラ・コマンド部隊 - 69 Komando ： VAT69
- 警察特殊行動部隊 - Unit Tindak Khas : UTK
- 警察海上特殊部隊 - Unit Gempur Marin : UNGERIN

マレーシア沿岸警備隊
- 沿岸警備隊特殊作戦部隊 Special Task And Rescue : STAR

## シンガポール
- 第1コマンド部隊 - 1st Commando Battalion
- 特殊作戦部隊 - Special Operations Force : SOF
- 海軍潜水部隊 - Naval Diving Unit : NDU
- 警察戦術部隊 - Policce Tactical Team : PTT

## インドネシア

### インドネシア共和国国軍

#### 陸軍
- 陸軍特殊部隊（KOPASUS）
  - 陸軍特殊部隊第5群第81分遣隊
- 陸軍襲撃大隊（Raider Battalion）

#### 空軍
- 空軍特殊部隊（PASKAHAS）
  - 航空機ハイジャック対応機動部隊（ATBARA）

#### 海軍
- 海軍戦闘水泳隊員部隊（ケサトゥアン・グリタ） - Kesatuan Gurita
- 海軍特殊部隊(KOPASKA)
- 海兵隊強行偵察部隊
- 危険海域分遣隊

### 警察
- 国家警察対テロリスト任務部隊（サトガス・ゲガナ） - Satgas Gegana
- 航空機ハイジャック対応機動部隊（サトガス・アトバラ） - Satgas Atbara

## アフガニスタン
人民民主党政権
- 第203独立特殊大隊
- 第212独立特殊大隊
- 第230独立特殊大隊
- 書記長警護隊
- 第154独立特殊任務支隊 - ソ連軍の傀儡部隊

共和国政権
- 内務省公共秩序警察 (NDS)
- 危機対応部隊 (CRU)
- アフガニスタン国陸軍特殊作戦コマンド

ターリバーン政権
- 赤い部隊 - 武装勢力時代のエリート部隊
- イスラム首長国コマンド
- ヤルムーク第60特殊大隊 - バドリ第313大隊内の対テロ部隊
- 警察特殊部隊総司令部

## インド

### インド軍
陸軍
- 空挺コマンド - Para Commandos
- 陸軍特殊対テロリスト部隊 - Special Counterterrorist Unit : SCTU
- 国家保安警備隊 - National Security Guards : NSG
- 「ガタク」コマンド小隊 - Ghatak Platoon

海軍
- 海軍海兵コマンド部隊 - Marine Commando Force : MCF、MARCOS

空軍
- ガルダ・コマンド部隊 - Garud Commando Force

### 警察
- ムンバイ警察対テロ部隊 - Anti Terrorism Squad : ATS

## パキスタン
- 陸軍特殊任務部隊 - Special Services Group : SSG
- 海軍特殊任務部隊 - Special Services Group : SSGN
- 空軍特殊任務部隊 - Special Services WING : SSW

### 軍統合情報局
- 隠密行動部門（CAD）（英語版）

## バングラデシュ
- 第1空挺コマンド大隊
- 大統領保安部隊
- 緊急行動部隊
- SWADS

## スリランカ

### スリランカ軍
陸軍
- 陸軍コマンド中隊

空軍
- 空軍憲兵特殊部隊

海軍
- SBU

### 警察
- 警察特殊部隊 - Special Task Force : STF

## イスラエル

### イスラエル国防軍

#### 参謀本部
- サイェレット・マトカル (Sayaret Matkal) - 参謀本部偵察部隊、第269部隊。対テロ作戦、人質救出等。
- マグラン（英語版） - 参謀本部直属の長距離偵察部隊、第212部隊。陸軍オズ旅団の指揮下に入った。

#### 陸軍
- オズ旅団 - 2015年12月に設置された陸軍の統合特殊作戦旅団。以下の4つの特殊部隊を傘下に擁する。
  - マグラン（英語版） - 参謀本部直属として編成された長距離偵察部隊。
  - エゴズ - 北部軍、ゴラニ旅団隷下に編成された不正規戦部隊。
  - ドゥヴデヴァン（英語版） - 第217部隊。中央軍、第98空挺師団に所属し、ヨルダン川西岸地区で活動する対テロ部隊。
  - リモン（ヘブライ語版） - 南部軍、ギヴァティ旅団隷下に編成された偵察部隊。
- シムション（英語版） - ガザ地区で活動していた対テロ部隊。オスロ合意に基づき廃止された。
- 偵察大隊 "GADSAR" - 各歩兵旅団に編成されている偵察大隊。偵察中隊"PALSAR"を擁する。
- オケッツ（英語版） - 軍用犬を運用する特殊部隊。
- アルピニスティム - 北部ヘルモン山等での山岳戦を専門とする特殊部隊。
- シュアレイ・シムション（英語版） - ギヴァティ旅団傘下の特殊部隊として第一次中東戦争当時に活動。現在、ギヴァティ旅団の偵察大隊が同じ名称を持っている。
- ヤハロム - 戦闘工兵科（英語版）に属する特殊部隊。
- 第414"ネシェル"大隊、第636"ニツァン"大隊、第869"シャハフ"大隊 - 戦闘情報収集科に属する特殊部隊。
- 標的野戦情報部隊（ヘブライ語版） - 戦闘情報収集科に属する特殊部隊。
- ロタール・エイラット（英語版） - 南部エイラート市に拠点を置く対テロ/人質救出部隊。

#### 海軍
- 第13部隊(シャイェテット・13) - Shayetet 13
- 戦闘潜水夫 - KOMANDOYAMI

#### 空軍
- シャルダグ (Shaldag) - 敵支配地域での航空攻撃のレーザー誘導、対テロ作戦、人質救出等。
- 第669空挺捜索救難部隊 - 敵支配地域に侵入し戦闘捜索救難 (CSAR) 活動を行う部隊。

### イスラエル警察

#### 国境警察
- ヤマム - 国境警察の対テロ部隊。
- ヤマス（英語版） - イスラエル総保安庁の指揮下でアラブ人社会への浸透活動（ミスタアラビム（英語版））を行う特殊部隊。

#### 警察
- ヤサム（英語版） - 対暴動部隊
- マサダ部隊（英語版） - 対刑務所暴動部隊

## トルコ
- Ozel Intihar Kommando Bolugu : OIKB
- 国家警察危機行動チーム
- 対破壊工作旅団 - Su Alti Savunma : SAS
- 海兵旅団 - Su Alti Taaruz : SAT
- 山岳猟兵特殊部隊

## モロッコ
- パラシュート大隊
- 陸軍コマンド
  - コブラ部隊
  - イーグル部隊
  - タイガー大隊
- 海軍コマンド
  - アル・ホセイマ大隊
  - エル・アユーン大隊
- モロッコ国家憲兵隊GIGR
- モロッコ警察GIR

## ヨルダン
- 特殊戦力旅団
- 特殊作戦航空飛行隊
- ヨルダン王室陸軍特殊任務班 - SOU
- ヨルダン王室海軍潜水夫チーム
- ヨルダン王室海軍特殊舟艇部隊

## サウジアラビア
- 特殊治安部隊

## バーレーン
- 内務省国家治安部隊Uグループ

## オマーン
- スルタン特殊部隊
- 警察特殊機動部隊
- 戦闘水泳隊員部隊

## イラン
- 陸上「タカヴァール」部隊
- 第65特殊空挺連隊
- 海兵隊「タカヴァール」部隊
- 警察対テロ特殊部隊(NOPO)

### イスラム革命防衛隊
- クアト・アル＝コドゥス
- パズラダン陸上コマンド部隊 "Saberin"
- パズラダン海上コマンド部隊 "Sepah"

## イラク
（旧フセイン政権下）
- ク-ウアト999
- サダム決死隊/サダム挺身隊/サダム殉教者軍団（フェダイン・サダム）
- 共和国防衛隊（アル-ハリス・アル-ジャムフリ）
- 特別共和国防衛隊（アル-ハリス・アル-ジャムフリ・アル-クハス）

(新政権下)
- イラク特殊作戦部隊 (ISOF)
- ヒッラSWAT

## クウェート
- 第10コマンド大隊
- 緊急攻撃部隊
- 戦闘潜水部隊
- 特殊戦力対テロ部隊

## シリア
- 特殊任務師団
- 独立連隊
- 特殊任務連隊
- イェキネイェン・アンティ・テロル(シリア民主軍の特殊部隊)

## エジプト
- 第777戦闘部隊（アル-サイカ：雷電）
- 特殊作戦部隊
- 第333部隊 - HRF 人質救出部隊
- 第999部隊
- エジプト陸軍空挺部隊
- エジプト陸軍空中襲撃部隊

## チュニジア
- 国家親衛隊コマンド・グループ - Groupement de Commando of the Garde National : GCGN
- 国家親衛隊特殊部隊 - Unite Speciale' Garde Nationale : USGN

## アルジェリア
- 共和国保安部隊 - Unités Républicaines de Sécurité : URS
- 司法警察機動班 - Brigades Mobiles de la Police Judiciaire : BMPJ
- 犯罪対策中央局 - Service Central de Répression du Banditisme : SCRB
- 地域保安調整局（DCST）の特殊グループ
- 特殊介入支隊 - Détachement Spécial d’Intervention : DSI
- 特殊旅団 - Brigade Spéciale
- 共和国親衛隊 - Garde Républicaine
- 研究・保安部（DRS）の勤務行動特殊部隊
- 特殊介入グループ - Groupe d’Intervention Spécial : GIS

## スーダン
- CTU 第144対テロリスト部隊 - Counter Terrorist Unit
- 空挺旅団特殊部隊中隊

## ナイジェリア
- 第72特殊大隊 -  72nd Special Forces Battalion
- ナイジェリアSBS
- 警察対テロ中隊 - Anti-Terrorism Squad (ATS)

## ケニア
- 陸軍特殊作戦連隊 -Special Operations Regiment :(SOR)
  - 第30特殊部隊連隊 (30SF)
  - 第40レンジャー突撃部隊 (40RSF)
- 海軍特殊船舶部隊
- 警察総合任務部隊偵察中隊 - General Services Unit : GSU

## ギニア
- 特殊部隊群 - The Group of Special Forces (GFS)

## 南アフリカ
- 国防軍特殊部隊旅団 - South Africa Defense Force Special Forces Brigade : SADF-SFB
- 警察特殊タスクフォース - South African Police Service Special Task Force : SAPS-STF
- リアクション・ユニット（Reaction Unit）：地域警察の警察特殊部隊。2000年に介入ユニット(National Intervention Unit)に再編された。
- 第32大隊 (1993年廃止)
- 鉄道港湾警察特殊任務部隊：1986年にSAPS-STFに統合。

## ナミビア
- 空挺コマンド部隊
- 海兵隊水陸両用コマンド
- 特殊野戦部隊
- 特殊予備部隊

(南西アフリカ政権(1993年まで))
- 空挺大隊
- 偵察大隊
- 南西アフリカ警察対不正規戦部隊 - KOEVOET

## アンゴラ
- 特殊部隊旅団
- 機動特殊ユニット

## ジンバブエ
- ジンバブエSAS
- 特攻連隊
- パラシュート連隊
- 騎馬連隊
- ボート大隊

(ローデシア白人政権(1978年まで))
- ローデシア特殊空挺部隊
- セルース・スカウツ
- グレイ・スカウツ

## エチオピア
- 第205コマンド旅団
- 第206コマンド旅団
- Agaziコマンド師団
- 国連平和維持・コマンド訓練旅団

## コンゴ民主共和国
- 特殊戦力部隊
- 第10特殊歩兵旅団

## 臨時編成
- 米英協同（イラク戦争）
  - 第145任務部隊
- ソ連（ソビエト連邦のアフガニスタン侵攻）
  - カスカード部隊：ソ連国家保安委員会（KGB）特殊部隊
  - オメガ部隊：KGB特殊部隊
  - コバルト部隊：ソ連内務省特殊部隊
- 南ベトナム
  - 南ベトナム陸軍特殊部隊 - Luc Luong Dac Biet: LLDB

## 過去の特殊部隊

### 大日本帝国

#### 大日本帝国軍

##### 陸軍
- 機動第1旅団
  - 機動第2連隊
- 義烈空挺隊
- 731部隊

##### 海軍
- 呉鎮守府第101特別陸戦隊

### 満州国

#### 満州国軍
- 間島特設隊